# Смунев
Смунев (пол. Smuniew) — село в Польщі, у гміні Репки Соколовського повіту Мазовецького воєводства.
Населення — 118 осіб (2011).
У 1975-1998 роках село належало до Седлецького воєводства.

## Демографія
Демографічна структура станом на 31 березня 2011 року:
|          | Загалом | Допрацездатний вік | Працездатний вік | Постпрацездатний вік |
| -------- | ------- | ------------------ | ---------------- | -------------------- |
| Чоловіки | 56      | 12                 | 32               | 12                   |
| Жінки    | 62      | 19                 | 29               | 14                   |
| Разом    | 118     | 31                 | 61               | 26                   |